# Ömmern
Ömmern är en insjö i Alingsås, Bollebygds och Lerums kommuner i Västergötland och ingår i Göta älvs huvudavrinningsområde. Sjön är 56 meter djup, har en yta på 9,75 kvadratkilometer och befinner sig 123,2 meter över havet. Sjön avvattnas av vattendraget Laxån.
Ömmern är en så kallad sprickdalssjö. Bergarterna runt sjön består vanligen av förgnejsad granit och granodiorit. Bergarterna har bildats från magmor vilka stelnade för drygt 1600 miljoner år sedan och som under senare bergskedjebildande processer blivit förgnejsade och ställvis uppspruckna. Sprickdalar bildas ofta genom att en koncentrerad och distinkt sprickzon gett anvisningar till senare erosion, exempelvis genom inlandsisars inverkan. Den senaste inlandsisen drog sig tillbaka från området för ca 12000 år sedan.
Sjön har en mycket kuperad bottentopografi speciellt i den norra delen där topparna når upp till några decimeter under vattenytan. Den södra delen präglas av sandbotten och grunt vatten. Större delen av sjöns omgivningar består av blottad häll eller jord med ringa djup. Ödenäsdrumlinen är ett undantag härifrån, med sin stora jordmäktighet.
Ömmern är näringsfattig. Genom sitt läge över högsta kustlinjen och med svårvittrade och sura bergarter i omgivningen är vattnet i sjön utan större buffrande förmåga mot surt nedfall. År 1981 sattes en kalkningsaktion in för att rädda sjön från att bli permanent försurad. Fisk och djurliv återhämtade sig efter kalkningsinsatserna. Försurningen har minskat i omfattning via nederbörden men fortfarande är de sura perioderna vid framförallt snösmältning ett problem för fiskeleken i åarna runt sjön.
Ca 60% av den totala tillrinningen kommer via Hjulån och Laxån. Ömmern har ett utlopp som är beläget nära Lövhult (Ömmeros) där vattnet passerar en kraftstation som byggdes under 1950-talet. Tidigare fanns ett naturligt utlopp och en träränna som användes för transport av timmer från Ömmern till Torskabotten och vidare till ett nu nedlagt sågverk vid Torskabottens utlopp i Tollered. Mellan Ömmern och Torskabotten fanns redan 1642 såväl ålkistor som mjölkvarn. Fallhöjderna i Laxån och Hjulån har haft stor betydelse och utnyttjats genom tiderna för att driva kvarnar och sågar.
Det förekommer i dagligt tal en mängd namn på platser och delar av Ömmern som avviker från de officiella namnen på kartan. Båtsviken har tidigare benämnts Båsviken och Ömmestärt längst ner i söder har kallats Ömmelitjärn. Många vikar, grund och stenar har namn som bara de som vistas på sjön normalt känner till, ett exempel är stenen söder om Brudareholmen som i folkmun kallas för "Háshuppesten" (Halvskäppestenen) eftersom stenen liknar en upp och nedvänd korg. En halv skäppa är en av korgtyperna som tidigare i stor omfattning tillverkades av enbuskens grenar i torp och gårdar runt sjön. Klocköarna i Båtsviken har fått namnet efter en sägen. Hemsjö kyrka sägs ha haft tre kyrkklockor och av okänd anledning skulle en av kyrkklockorna fraktas vintertid på isen från Hemsjö till Ödenäs kyrka. Isen brast och klockan sjönk till botten vid Klocköarna samtidigt som klockan hördes yttra "Får jag inte vara med min syster Karin och klinga vill jag inte fara till Ödenäs och ringa" enligt Smeden August Svensson, Hästeryd 1925(F.Wildte 1954).
Fiskekort säljs av Fiskevårdsområdet som täcker sjöarna Ömmern, Ören och Nären. Fisket i sjön var i äldre tider betydelsefullt för försörjningen men har idag ingen ekonomisk betydelse för enskilda hushåll. En fiskerättsutredning genomfördes 1983 för att fastställa rätten till fiske innan fiskevårdsområdet bildades. I dagens läge utgör fisket en betydelsefull rekreation för många människor. De vanligaste fiskarna i sjön är öring, gädda, abborre, mört, ål, gers(även kallad snorgers), "styrebasse"), elritsa( kvidd, ibland "äling") och sutare. Öringsstammen är känd och klassad som riksintressant

## Delavrinningsområde
Ömmern ingår i delavrinningsområde (641325-130206) som SMHI kallar för Utloppet av Ömmern. Medelhöjden är 146 meter över havet och ytan är 33,67 kvadratkilometer. Räknas de 9 avrinningsområdena uppströms in blir den ackumulerade arean 100,65 kvadratkilometer. Laxån som avvattnar avrinningsområdet har biflödesordning 3, vilket innebär att vattnet flödar genom totalt 3 vattendrag innan det når havet efter 44 kilometer. Avrinningsområdet består mestadels av skog (60 %). Avrinningsområdet har 9,83 kvadratkilometer vattenytor vilket ger det en sjöprocent på 29,2 %.